# Artwork (artiest)
Artwork, pseudoniem van Arthur Smith, is een Brits dubstepproducent en diskjockey. Samen met zijn bandleden uit Magnetic Man, Skream en Benga, staat hij bekend als een van de eerste en bekendste dubstepproducenten. De band vormde zich in 2001, waarna ze doorbraken in 2010 met het nummer I need air, samen met Angela Hunte.